# Nikita Aniszczenkow
Nikita Aniszczenkow, ros. Никита Юрьевич Анищенков (ur. 25 lipca 1992) – rosyjski lekkoatleta specjalizujący się w skoku wzwyż.
Piąty zawodnik mistrzostw świata juniorów młodszych z 2009. Tuż za podium, na czwartym miejscu, ukończył rywalizację podczas mistrzostw świata juniorów w Moncton (2010). Podczas rozegranych w lipcu 2011 w Tallinnie mistrzostw Europy juniorów zdobył złoty medal. 
Rekordy życiowe: stadion – 2,30 (3 lipca 2011, Czeboksary); hala – 2,30 (20 lutego 2017, Moskwa i 27 stycznia 2020, Moskwa).

## Osiągnięcia
| Rok  | Impreza                               | Miejsce          | Pozycja    | Wynik |
| ---- | ------------------------------------- | ---------------- | ---------- | ----- |
| 2009 | Mistrzostwa świata juniorów młodszych | Tyrol Południowy | 5. miejsce | 2,13  |
| 2010 | Mistrzostwa świata juniorów           | Moncton          | 4. miejsce | 2,21  |
| 2011 | Mistrzostwa Europy juniorów           | Tallinn          | 1. miejsce | 2,27  |